# Wiadukt Garabit

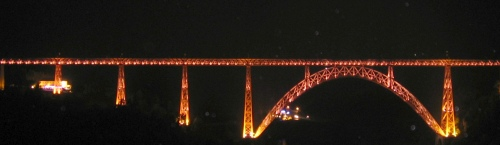
Wiadukt nocą

Wiadukt Garabit (fr. Viaduc de Garabit) – żelazny wiadukt kolejowy przerzucony nad doliną Garabit i rzeką Truyère niedaleko miejscowości Ruynes-en-Margeride w departamencie Cantal we Francji, w Masywie Centralnym. Zbudowany w latach 1880–1884 przez Gustave’a Eiffla według jego własnego projektu i przy udziale inżynierów Léona Boyera i Maurice’a Koechlina. Całkowita jego długość wynosi 565 m, przy czym główne przęsło ma rozpiętość 165 m. Wysokość filaru mostu wynosi 80 m.
W chwili otwarcia wiaduktu z pojedynczym torem kolejowym w listopadzie 1885 wiadukt Garabit był najwyższy w świecie. Jego rzeczywiste ugięcie pod wpływem obciążenia wynosiło 8 mm – dokładnie tyle, ile to obliczył Eiffel w swoim projekcie. Całkowity koszt wybudowania wiaduktu wyniósł 627,4 tysiąca ówczesnych dolarów USA.
Wiadukt pojawił się w filmie Cassandra Crossing, gdzie pociąg wiozący groźny wirus został celowo skierowany na zdezelowany, nieużywany most, który rozpada się pod jego ciężarem. W filmie wiadukt i wąwóz pod nim nazwano „Przełęczą Kassandry” (w języku quasi-polskim obiekt ten ma nazwę „Kasundruv”). Filmowy most znajdował się koło rzekomego polskiego miasta Janów (występującego na mapie w filmie w postaci Janov).